# Mansoura (Raqqa)
Pour les articles homonymes, voir Mansourah.
Mansoura (arabe : المنصورة, al-Mansurah) est une ville du nord de la Syrie, chef-lieu d'un canton (nahié) dépendant du district d'Al-Thawrah dans le gouvernorat de Raqqa. 
Située sur la rive sud de l'Euphrate, la localité se trouve à proximité du barrage d'al-Baath.
Sa population, selon le recensement de 2004, comptait alors 16 158 habitants.
Durant la guerre civile, le 2 juin 2017, les forces démocratiques syriennes (FDS) s'emparent de la ville contrôlée jusqu'ici par l'État islamique.